# Daniel Kaplan
Pour les articles homonymes, voir Kaplan et Daniel Kaplan (FING).
Daniel Kaplan, né le 28 avril 1941, est un physicien français de la matière condensée, dont les travaux principaux concernent les propriétés électroniques des semiconducteurs, de la résonance magnétique et de l'optique des lasers à  impulsions ultracourtes. Il est membre de l'Académie des sciences.

## Biographie
Daniel Kaplan est un physicien travaillant dans les domaines de la physique de la matière condensée, de la résonance magnétique et de l'optique des lasers à  impulsions ultracourtes. À sa sortie de l’École Polytechnique (Promotion 1960), il intègre le Laboratoire de la Matière Condensée dirigé par Ionel Solomon, à l’École Polytechnique. Il soutient une thèse de doctorat sur la résonance magnétique des électrons de conduction dans l'antimoniure d'indium. En parallèle, il explore des nouvelles techniques pour détecter la résonance magnétique des électrons (recombinaison dépendant du spin) et des noyaux (effet du champ nucléaire sur la magnétorésistance). Il est le père de Frédéric Kaplan, professeur en Digital Humanities à l’École Polytechnique Fédérale de Lausanne.

## Carrière professionnelle
De 1970 à 1972 Daniel Kaplan travaille aux USA au T.J. Watson Research Center d'IBM. Il explore, en utilisant la résonance magnétique, la structure des couches minces de silicium amorphe. Il montre que, dans le silicium amorphe pur, un nombre minimum de liaisons chimiques non satisfaites est nécessaire pour répondre aux contraintes de la structure.  Ces ruptures de liaison produisent des sites paramagnétiques et  la réduction du nombre de ces sites est toujours le fait d'éléments chimiques additionnels comme l'hydrogène.  Le silicium amorphe hydrogéné deviendra ultérieurement un matériau de base pour la réalisation de dispositifs électroniques à grande surface comme des écrans plats ou des panneaux photovoltaïques.
En 1972, il rejoint le laboratoire de physique du Laboratoire Central de Recherches de la compagnie Thomson CSF (aujourd'hui Thales)  à Palaiseau. Son activité de recherche principale porte sur la compréhension de la transition isolant-métal dans des oxydes comme le Dioxyde de Vanadium. La combinaison de mesures optiques, électriques et de résonance magnétique a permis de clarifier le rôle respectif de la levée de dégénérescence par distorsion du réseau et de la transition de Mott dans ce changement de phase. En parallèle, il poursuit ses recherches sur le silicium amorphe. Il montre  que les signaux de résonance paramagnétiques observés sur les surfaces de cristaux de silicium clivés sous vide sont dus à des contaminations par des petites particules de silicium amorphe. Il démontre également le processus d'hydrogénation de couches de silicium amorphe pur par un plasma d'hydrogène. Par ailleurs, le mécanisme de la recombinaison dépendant du spin dans le silicium est élucidé dans un article théorique publié par Kaplan, Solomon, et Mott.
En 1983, il rejoint la branche médicale de Thomson CSF (Thomson  CGR) au titre de Directeur Scientifique. Il supervise alors les recherches et développement dans le domaine de la radiologie numérique, du scanner à rayons X et de l'imagerie par résonance magnétique.
En 1988, il prend la direction du laboratoire central de recherches de Thomson CSF, qui mène des recherches couvrant l'informatique, les dispositifs électroniques et optiques ainsi que les nouvelles techniques pour l'électronique grand public. Il préside la Société Française de Physique entre 1992 et 1994.
En 1993, il quitte le groupe Thomson CSF et crée la compagnie Alliage pour développer une manière originale de mener des recherches partenariales public-privé.  La compagnie Alliage embauche des jeunes chercheurs pour travailler dans des laboratoires publics, français ou étrangers, sur des projets industriels. Daniel Kaplan joue le rôle de chef de projet dans ces actions. Il présente à plusieurs reprises ce mode d'opération et son importance dans des conférences.
En 1999,  il crée avec P Tournois l'entreprise Fastlite pour concevoir et fabriquer des instruments dans le domaine des lasers à impulsions ultracourtes. Le produit phare de cette compagnie sera un dispositif acousto-optique original (Dazzler) permettant la programmation électronique de la phase spectrale de ces lasers.  Cette programmation est un outil essentiel pour la mise en œuvre la méthode CPA (Chirped Pulse Amplification), inventée par Mourou et Strickland (Prix Nobel 2018), qui a transformé profondément les performances des lasers ultra-intenses. La compagnie inventera et commercialisera également une nouvelle méthode de mesure de la forme temporelle des impulsions.  Daniel Kaplan est aujourd'hui président de Fastlite, qui poursuit  le développement de  son activité dans le domaine de l'amplification paramétrique des impulsions ultra-courtes.

## Distinctions
- 2013 : Chevalier de la Légion d'honneur[11]
- Membre de l'Académie des sciences, élu le 5 novembre 2001[12]
- Membre de l'Académie des technologies en 2000[13]
- Lauréat en 1984 de la médaille Blondel décernée par la Société de l'électricité, de l'électronique et des technologies de l'information et de la communication[14]
- Officier dans l'ordre national du mérite.

## Publication
- En collaboration avec A. Aspect, R. Balian, G. Bastard, J.P. Bouchaud, B. Cabane, F. Combes, T. Encrenaz, S. Fauve, A. Fert, M. Fink, A. Georges, J.F. Joanny, D. Le Bihan, P. Léna, H. Le Treut, J-P Poirier, J. Prost et J.L. Puget, Demain la physique, éditions Odile Jacob, 2009  (ISBN 9782738123053)